# 이한범 (축구 선수)
이한범(李韓汎, 2002년 6월 17일~)은 대한민국의 축구 선수이며 포지션은 수비수이다. 현재 덴마크 수페르리가의 미트윌란 소속이다.

## 구단 경력
2021시즌을 앞두고 FC 서울에 입단하면서 프로 커리어를 시작했다.
2023년 8월 28일 덴마크 수페르리가의 미트윌란과 4년 계약을 맺고 이적했다. 이적료는 20억+로 추정된다.

## 국가대표팀 경력
2019년 FIFA U-17 월드컵에 참가하는 대한민국 청소년 대표팀에 차출되었으며 대표팀의 8강 진출에 기여했다.
2023년 9월에는 중화인민공화국 항저우에서 열린 2022년 아시안 게임에 국가대표 선수로 참가했으며 조별 리그 3차전인 바레인과의 경기에서 득점을 기록했다.

## 수상 내역
미트윌란
- 수페르리가: 2023-24